# Красная площадь (Луганск)
Кра́сная площадь (укр. Червона площа) — площадь в Ленинском районе Луганска в исторической части города.
До появления площади Героев Великой Отечественной войны фактически была центральной в городе.
По мнению кандидата наук от архитектуры В. И. Костина: «Первая чётко выраженная площадь города».
Одно из любимых мест жителей и гостей города.

## История

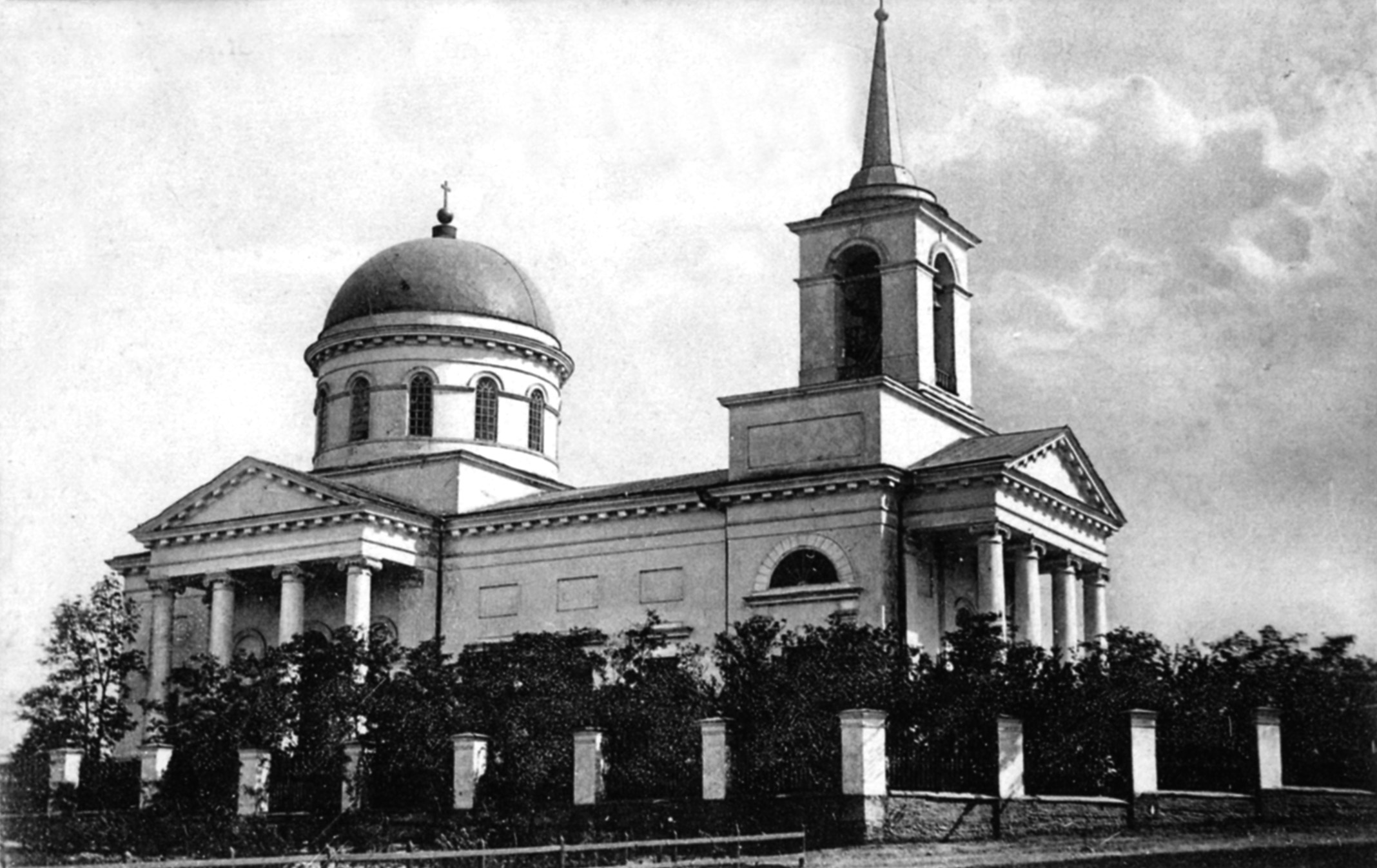
Николаевский собор

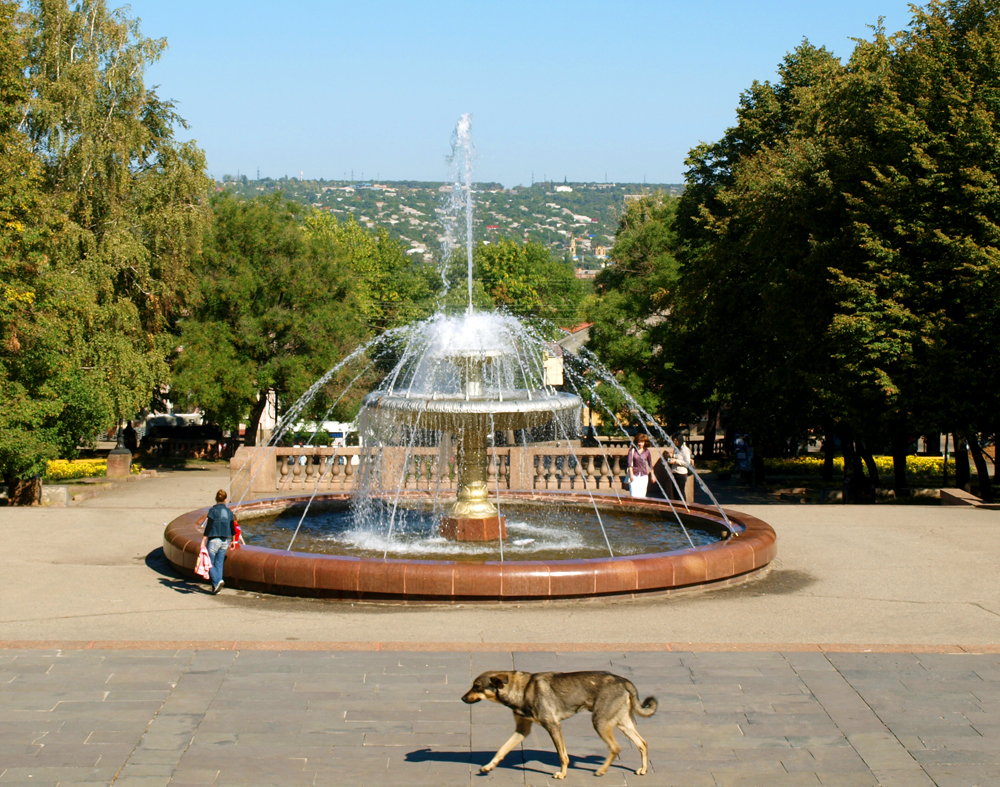
Фонтан на террасе Красной площади, на месте снесённого Николаевского собора

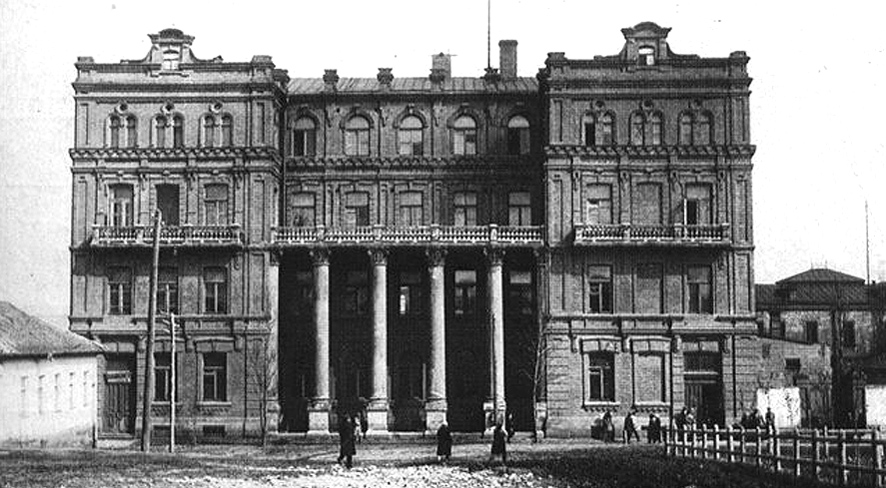
Дом Васнева

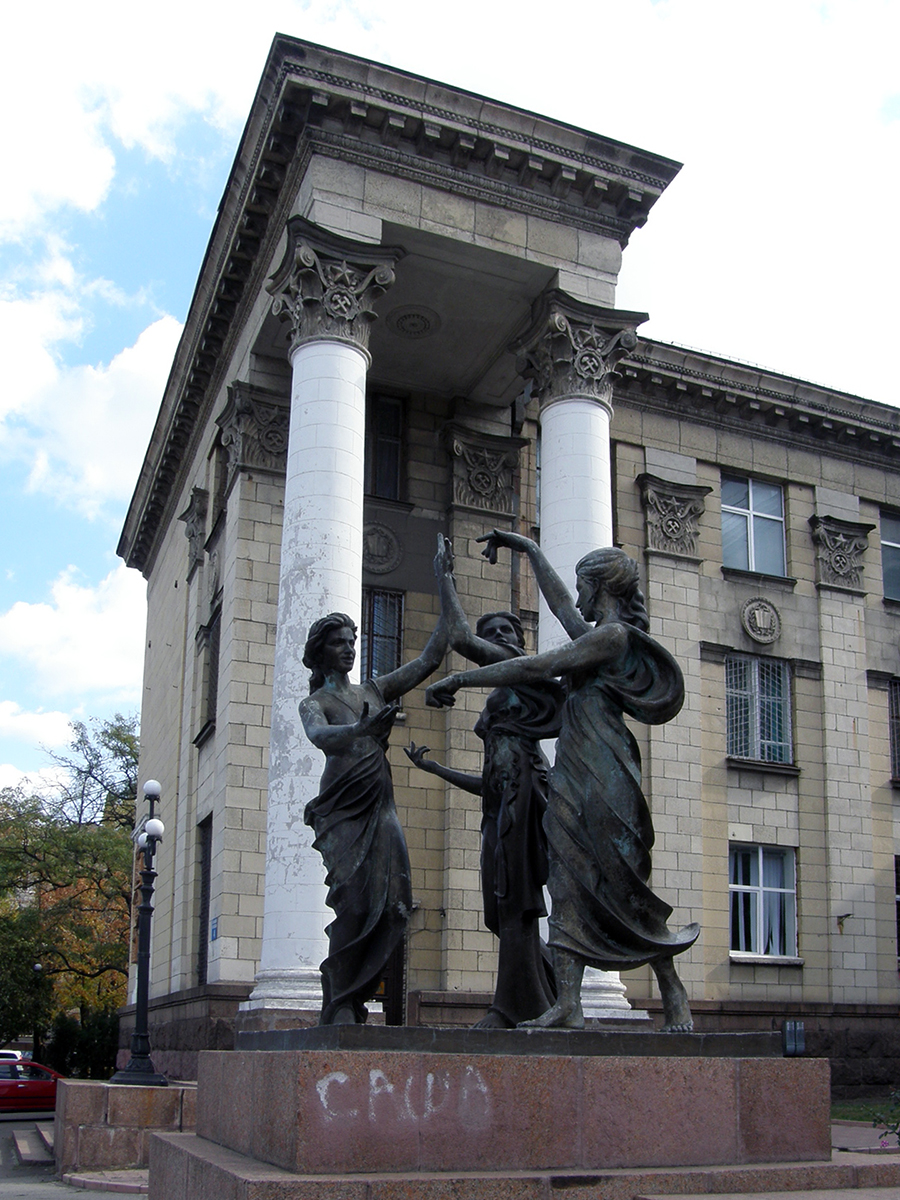
Скульптурная композиция «Праздник муз» (Свято муз)

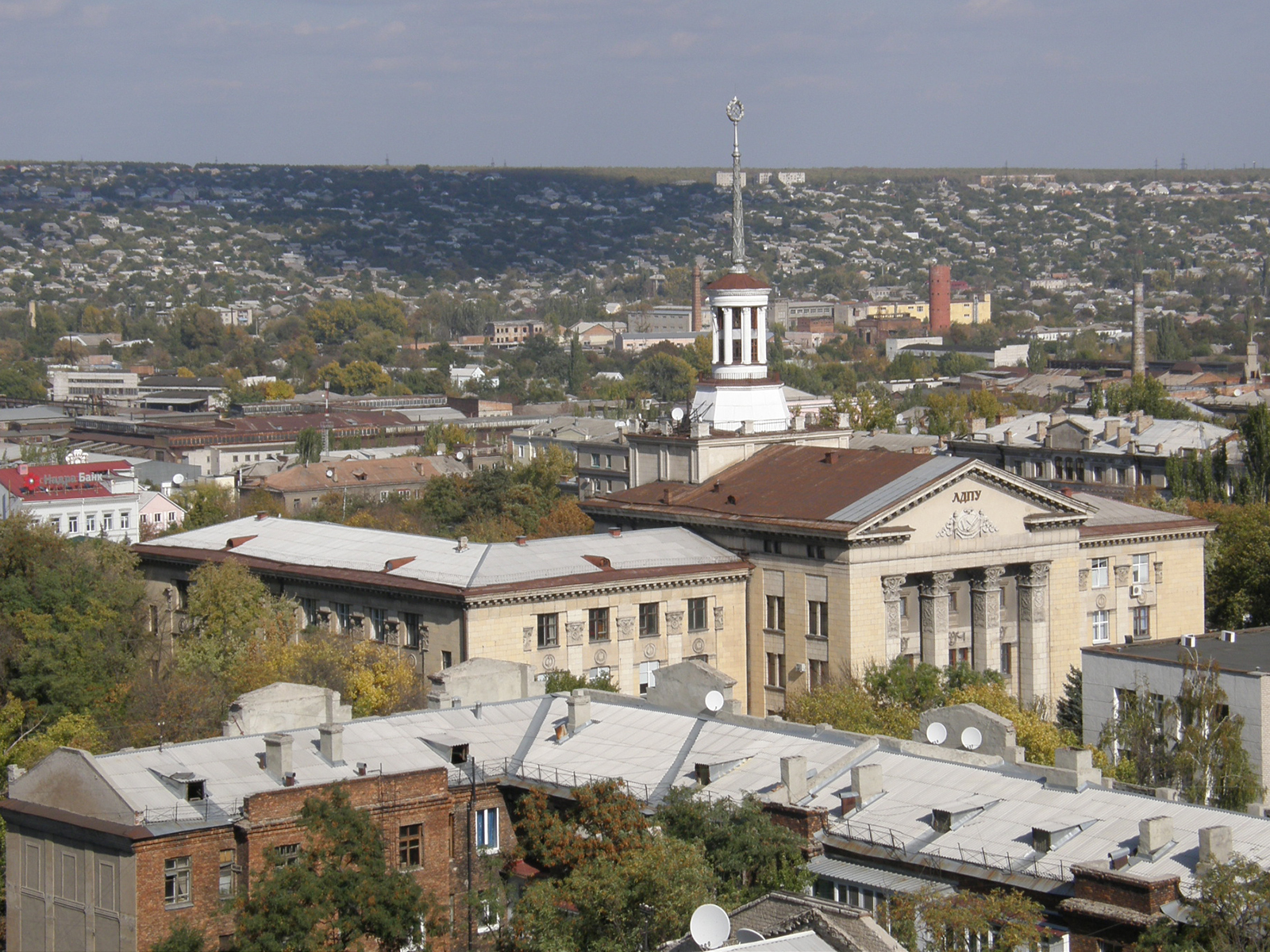
Дом техники

В 1840 году на средства прихожан в Луганске выше улиц Петербургской и Казанской началось строительство Николаевского собора.
Строили церковь сразу каменной, купола и шпиль были золочёными.
Уже через год строительство было завершено.
Храм вскоре стал главным в городе.
Площадь, образовавшаяся вокруг храма, по традиции стала называться Соборной.
Под этим названием она просуществовала более полувека, служив одной из центральных площадей города.
В ограде храма хоронили его служителей, а также наиболее почётных граждан Луганска.
В конце XIX веке на Банковой улице с фасадом на Соборную площадь возводится дом, построенный на средства купца 2-й гильдии С. П. Васнева для учебных заведений.
Его передний фасад украшен балконом, поддерживаемым помпезной колоннадой из 4-х коринфских колонн.
В 1906 году в нём начались учебные занятия.
На первом-втором этажах располагалось женское коммерческое училище, на третьем-четвёртом — мужская прогимназия Бондаря.
В 1919 году, с приходом Октябрьской революции в Луганск, площадь вокруг собора была переименована в Красную.
В эти годы название отражало текущее предназначение.
Так, она служила местом формирования и вооружения рабочих дружин, которые уходили к Острой Могиле защищать город от отрядов белогвардейцев.
Через шесть лет, в июне 1925 года, на Красной площади проходил сбор массовки для фильма «Железом и кровью» о событиях на Острой Могиле в 1919 году.
В 1929 году прошла кампания по сбору подписей за закрытие храма на Красной площади.
13 декабря того же года он был закрыт, а здание передано в ведение «Комиссии бывших Красногвардейцев и Красных партизан».
В начале 1930-х годов на Красной площади планировалось построить музей революции, а в сквере разместить бюсты революционеров.
Однако в силу высокой стоимости эти планы не были реализованы.
До 1935 года на Красной площади продолжал стоять Свято-Никольский собор, хотя службы в нём давно не велись, а помещения использовались для испытания авиационных моторов.
Храм, хотя и служил украшением города, не вписывался в идеологию нового государства.
Поэтому, как водится, по просьбе граждан здание было взорвано и разобрано.
Вместе с храмом сравняли с землёй и окружавшие его могилы почётных граждан Луганска.
Накануне войны на углу Красной площади и улицы имени Луначарского по проектам архитекторов П. Русинова[уточнить] и В. Фесенко[уточнить] было построено монументальное здание Дворца культуры им. Сталина (позже — ДК имени Маяковского, на 2013 год — ДК Луганской государственной академии культуры и искусств).
В 1938 году постановлением СНК УССР был утверждён разработанный Гипроградом «Генеральный проект реконструкции» (генплан) Ворошиловграда на ближайшие 15—20 лет.
Реализацию планов нарушила Великая Отечественная война, и вернулись к ним только после её окончания.
15 февраля 1943 года Красная площадь стала местом сбора бойцов, освобождавших Луганск.
В 1950 году главный архитектор города Александр Шеремет предложил план застройки и реконструкции Красной площади.
На возвышении предполагалось построить оперный театр, а на небольшой площадке перед театром — установить памятник, посвящённый обороне Луганска в 1919 году.
Оформить площадь планировалось сквером, расположенным на террасах, с фонтанами, скульптурами и декоративными насаждениями.
Нижнюю террасу планировалось завершить подпорной стенкой из гранита с лестничными полукруглыми проёмами.
Вместо оперного театра в 1951 году, с целью пропаганды новейших научных достижений в угольной промышленности и повышения квалификации угольщиков, решено было построить Дом техники.
Строительство Дома техники было заказано и финансировалось Министерством угольной промышленности СССР по проекту архитекторов Владислава Фадеичева и Бориса Дзбановского (НИИ «Южгипрошахт», г. Харьков).
Возводил здание комбинат «Ворошиловградуголь».
Работы были завершены в 1953 году ко Дню шахтёра.
Однако открыт был Дом техники лишь приказом министра угольной промышленности СССР № 8/а от 12.01.1954 г.: «… считать Дом техники введённым в эксплуатацию с 31 декабря 1953 года».
Первым его директором был назначен Ф. Ляпин[уточнить].
В 1953 году по проекту Владислава Фадеичева перед Домом техники был разбит сквер (ныне — Сквер им. М. Матусовского), который спадает к улице Шевченко[уточнить] террасами, соединёнными гранитными лестницами.
На второй террасе построен фонтан, который располагается на месте снесённого Николаевского собора.
В 1960 году произошла осадка здания Дома техники, и в июне того же года был произведён капитальный ремонт.
В 1980-е годы проводились земляные работы по восстановлению фонтана у «Дома техники», и рабочими случайно были найдены захоронения в фамильных склепах.
С находкой работали археологи и работники музеев города.
В 1990-е годы центр Луганска окончательно сформировался выше Красной площади.
В период распада Советского Союза в здании Дома Техники размещались разные организации: банки, мелкие предприятия, мебельный магазин, магазин тканей и многое другое. И только в 2000 году у Дома техники появился новый хозяин — Луганский государственный педагогический университет им. Т. Г. Шевченко.
На 2013 год в здании размещается Институт культуры и искусств Луганского национального университета.
В 2004 году в сквере им. М. Матусовского перед институтом вместо вывезенных скульптурных изображений рабочих (сейчас установлена возле Верховной Рады Украины в Киеве) была установлена скульптурная композиция «Праздник муз» (укр. Свято муз).
В 2006 году на площади открыт памятник Михаилу Матусовскому.